# 科佩克萊克 (紐約州)
科佩克萊克（英語：Copake Lake）是位於美國紐約州哥倫比亞縣的普查規定居民點。

## 人口
根據2020年美國人口普查的數據，科佩克萊克的面積為26.71平方千米，當中陸地面積為24.61平方千米，而水域面積為2.10平方千米。當地共有人口767人，而人口密度為每平方千米28.72人。